# Hermandad Penitencial de Santa Cruz (Alicante)

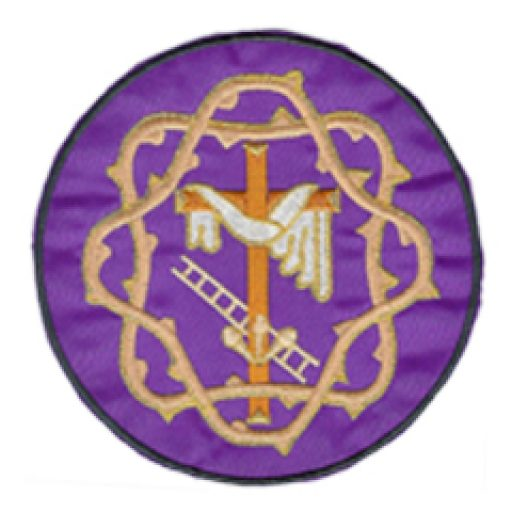
Escudo oficial de la Hermandad de Santa Cruz

La Hermandad Penitencial de Santa Cruz es una cofradía de la Semana Santa de Alicante (España), fundada en 1945. Está vinculada al barrio de Santa Cruz, ubicado en las faldas del Castillo de Santa Bárbara, y organiza la procesión que se celebra cada Miércoles Santo durante la Semana Santa alicantina.

## Orígenes y fundación
La hermandad fue oficialmente constituida en 1945, aunque hay indicios de la existencia de una hermandad anterior en el barrio desde el siglo XVIII. El origen de la actual cofradía está ligado a los vecinos del barrio de Santa Cruz. La primera salida procesional tuvo lugar en la Semana Santa de 1946. Tras la Guerra Civil, la hermandad necesitaba imágenes religiosas nuevas, ya que las anteriores habían sido destruidas. Las primeras imágenes fueron encargadas al imaginero sevillano Antonio Castillo Lastrucci, quien creó el Grupo Escultórico del Sagrado Descendimiento, que sería uno de los pasos principales de la procesión.

## Imágenes y pasos
La Hermandad de Santa Cruz cuenta con varias imágenes que desfilan durante el Miércoles Santo, entre las que se incluyen:
- Cristo de Medinaceli, esculpido en 1995 por Valentín García Quinto.
- Santísimo Cristo de la Fe, realizado en 1964 por Luis Ortega Bru, conocido popularmente como "El Gitano".
- Virgen de los Dolores, creada por Valentín García Quinto en 1994.
- Grupo Escultórico del Sagrado Descendimiento, esculpido por Antonio Castillo Lastrucci en 1946. Este paso representa el momento del descenso de Cristo de la cruz, acompañado de figuras bíblicas como Nicodemo, José de Arimatea, María Magdalena y la Virgen.

En 2004, Jesús Méndez Lastrucci, bisnieto del escultor Antonio Castillo Lastrucci, añadió la figura de María Magdalena al conjunto, completando la escena.

## Indumentaria y tradiciones
La vestimenta oficial de los miembros de la hermandad incluye una túnica negra con antifaz del mismo color, complementada con un cordón rojo en la cintura, guantes, calcetines y zapatos negros. En el antifaz llevan bordado el escudo de la hermandad, que representa los elementos del Descendimiento: la escalera, el sudario, la cruz y la corona de espinas.
Las damas de mantilla desfilan vestidas de negro, siguiendo un protocolo de recato. Llevan mantilla negra y portan una vela y la medalla de la hermandad. Los puestos de costalero en los varales de los pasos siguen una tradición hereditaria, en la que los hijos de costaleros titulares tienen preferencia para ocupar estos lugares.

## La procesión de Miércoles Santo
La procesión organizada por la Hermandad de Santa Cruz se celebra el Miércoles Santo, comenzando a las 19:00 horas en la ermita de Santa Cruz. El recorrido atraviesa las calles empinadas y estrechas del barrio de Santa Cruz, lo que exige un esfuerzo considerable por parte de los costaleros que portan los tronos. El itinerario incluye calles como San Antonio, San Rafael y la Plaza del Carmen.